# Enrique Iglesias
Enrique Miguel Iglesias Preysler (Madrid, 8 de mayo de 1975) es un cantautor, compositor y productor discográfico español. Es hijo del cantante Julio Iglesias y de Isabel Preysler.
Empezó su carrera musical en 1995 al firmar un contrato con Fonovisa, propiedad de la empresa mexicana Televisa, la cual impulsó su carrera en sus inicios entre los países de habla hispana y la diáspora hispana en los Estados Unidos. En 1999 firmó con el sello Interscope e hizo un crossover para el mercado de habla inglesa. También firmó con Universal Music Latino, propiedad de Universal Music para lanzar sus discos en español. En 2010 se separó de Interscope y firmó con el sello Universal Republic. En 2015 fichó por Sony Music.
Ha vendido más de 70 millones de producciones musicales, entre discos y sencillos físicos y digitales en inglés y español. En Estados Unidos ha vendido más de 19 millones de copias y se sitúa como uno de los artistas latinos con mayores ventas.
Ha ganado varios premios de la industria discográfica, como un Grammy al mejor artista latino y otros cinco Grammy Latinos. También fue galardonado cinco premios Billboard, 45 Billboard Latinos, 10 World Music Awards, 8 American Music Awards, 10 Latin American Music Awards, 23 premios Lo nuestro, 15 premios Juventud, 20 premios ASCAP, tres MTV Europe Music Awards, cuatro premios 40 Principales, dos Orgullosamente latino, un Premios Ondas o una gaviota de plata en el Festival de Viña del Mar, entre otros.
Hasta la fecha ha situado cinco sencillos en los cinco primeros puestos de la lista norteamericana Billboard Hot 100 (incluyendo dos número uno). El cantante ostenta el récord de haber situado 27 canciones en el primer puesto del Billboard Hot Latin Tracks. También cuenta con un total de 13 números uno en la lista Dance Club Songs de Billboard, más que ningún otro cantante masculino.
Entre sus mayores éxitos destacan sencillos como: «Bailando», «Duele el corazón», «Hero», «I like it», «Súbeme la radio», «Tonight I'm lovin you»,  «Bailamos» y «El Perdedor».

## Biografía
Enrique Iglesias nació el 8 de mayo de 1975 en Madrid. Es hijo del cantante español Julio Iglesias y de la modelo hispanofilipina Isabel Preysler. Del matrimonio nacieron también sus dos hermanos Chábeli Iglesias y Julio Iglesias Jr. Sus padres se divorciaron en 1978 cuando Enrique tenía tres años de edad. Por parte de madre tiene otras dos hermanas (Tamara Falcó y Ana Boyer) y por parte de padre tiene cinco hermanos (Miguel Alejandro, Rodrigo, Victoria, Cristina y Guillermo). Es primo segundo de Steven R. McQueen.
En diciembre de 1981 la organización terrorista ETA secuestró a su abuelo, el doctor Julio Iglesias Puga en España. Ante el miedo de sus padres, Enrique y sus hermanos se vieron en la necesidad de separarse de su madre e irse a vivir a la casa de su padre en Miami en 1982. Enrique tenía siete años de edad. Con una figura paternal ausente debido a la carrera artística y los constantes viajes de su padre, la formación del joven Iglesias estuvo también a cargo de sus abuelos paternos y de su niñera Elvira Olivares.
En 1993 Enrique se graduó en el Gulliver Preparatory School e inició estudios de Administración de Empresas en la Universidad de Miami, pero abandonó sus estudios al cabo de un año para dedicarse a la grabación.
Desde 2001, Iglesias mantiene una relación con la tenista rusa Anna Kournikova. La pareja tiene un hijo y una hija, que son mellizos fraternos y nacieron el 16 de diciembre de 2017. El 30 de enero de 2020 nació su tercera hija, una niña. Viven en Miami, Florida.
En 2003, Iglesias se sometió a una cirugía para extirparse un lunar circular del lado derecho de la cara, alegando que le preocupaba que con el tiempo pudiera volverse canceroso.

## Trayectoria
La música tuvo para él un papel importante desde su infancia debido a que quería ser cantante igual que su padre Julio Iglesias.
Enrique dio sus primeros pasos en la música a escondidas de su familia. Sabiendo que sus padres se negarían probablemente a esa posibilidad, decidió pedir ayuda a su niñera. Esta conocía los deseos del más joven de los Iglesias y lo apoyó entregándole 500 dólares para que grabara una demo con la que posteriormente se daría a conocer en las discográficas. En el intento de no ser juzgado por su apellido y de aprovecharse de la fama de su padre Julio, Enrique empezó a darse a conocer por las discográficas de Latinoamérica usando el apellido Martínez y decía ser originario de Guatemala.
En 1994 Enrique consiguió su primer contrato discográfico con el sello discográfico Fonovisa. La compañía firmó por tres años con el hasta entonces desconocido artista. De esta forma, Iglesias pudo grabar su primer disco en Toronto (Canadá) teniendo que dejar así su carrera universitaria inconclusa.
El 21 de noviembre de 1995, Iglesias lanzó Enrique Iglesias, una colección de baladas de rock ligero, que incluía éxitos como «Si Tú Te Vas» (La canción llegó al primer puesto de la lista del Billboard latino) y «Experiencia Religiosa». El disco fue publicado por el sello Fonovisa, junto con los dos álbumes siguientes de Iglesias.  El disco vendió medio millón de copias en su primera semana, un logro inusual para un álbum grabado en un idioma distinto del inglés. El disco también obtuvo la certificación de Oro en otro territorio no hispanohablante (Portugal) en su primera semana de lanzamiento. El álbum vendió millones de copias en sus primeros tres meses y fue disco de platino en Estados Unidos.
Con su disco debut logró vender casi seis millones de copias y realizó su primera gira de conciertos. En España el álbum fue editado por la compañía discográfica independiente Bat Discos vendiendo más de medio millón de copias. Posteriormente el disco se grabó en italiano y portugués. Con este álbum, Enrique fue galardonado por primera vez con el premio Grammy el 26 de febrero de 1997 en la categoría de mejor intérprete de pop latino.

### 1997-1998:Vivir
El 21 de enero de 1997 Iglesias lanzó al mercado su segundo álbum Vivir. Con este disco compitió por primera vez con estrellas de la música en inglés. El primer sencillo de presentación fue la canción «Enamorado por primera vez». El álbum incluye la canción «Sólo en ti», una versión en español de la canción «Only You» del grupo británico de la década de 1980 Yazoo. El tercer sencillo escogido fue «Miente». Vivir le volvió a proporcionar éxitos y reconocimientos.
El 30 de marzo de 1997 Iglesias inició la segunda gira mundial de su carrera. Con el Tour Vivir, ofreció más de 60 conciertos en 16 países de América y Europa. La gira empezó en Odessa, Texas (EE. UU.). Actuó tres noches consecutivas en la Plaza de Toros México de México y dos en el estadio River Plate en Buenos Aires (Argentina). También ofreció conciertos en 19 estadios de los Estados Unidos. La gira contó con el respaldo del equipo de producción musical de Bruce Springsteen, Elton John, Billy Joel o Elvis Presley.
Ese año fue nominado por primera vez a los American Music Awards en la categoría de artista latino preferido. Su padre Julio Iglesias y el cantante mexicano Luis Miguel también estaban nominados. Enrique perdió contra Julio en esa ocasión.

### 1998-1999:Cosas del amor
El 22 de septiembre de 1998 lanzó al mercado su tercer álbum de estudio llamado Cosas del amor. De este disco se desprendieron dos sencillos: «Esperanza» "ruleta rusa" y «Nunca te olvidaré». Las dos canciones llegaron al primer puesto de las listas de Billboard.
Con el Tour Cosas del Amor, Iglesias realizó más de 80 presentaciones. La gira fue la primera que patrocinó la multinacional McDonald's a un artista. Uno de sus espectáculos en Acapulco (México) fue televisado.
El 11 de enero de 1999 ganó el American Music Award en la categoría de artista latino preferido después de su nominación sin victoria del año anterior. El cantante ganó en esta ocasión a Ricky Martin y Los Tigres Del Norte.
En 1999 el cantante grabó «Bailamos» su primera canción en inglés y su primer gran éxito internacional. La canción fue incluida en la banda sonora original de la película Wild Wild West protagonizada por Will Smith. Smith le había visto previamente en concierto y le había pedido que su canción apareciera en la película. Con este sencillo, Enrique Iglesias llegó por primera vez al número uno de la lista Billboard Hot 100 en inglés en los Estados Unidos. Tras el éxito mundial de este tema, Iglesias firma un contrato con el sello Interscope Records para introducirse también en el mercado musical anglosajón. Este contrato tuvo lugar a finales de la década de los noventa, cuando numerosos artistas latinos estaban incursionando o iban a incursionar en el mercado inglés con sus canciones (Shakira, Ricky Martin, Jennifer López, Paulina Rubio o Laura Pausini, entre otros).

## "Crossover" al mercado en inglés

### 1999-2000:Enrique
El 23 de noviembre de 1999 Iglesias lanzó su álbum debut en inglés, Enrique. De este álbum pop con algunas influencias latinas se desprendieron seis exitosos sencillos: «Bailamos», «Rhythm Divine», «Be with you» (su segundo número uno en Estados Unidos en la lista del Billboard Hot 100), «Could I have this kiss forever» (a dúo con Whitney Houston), «Sad Eyes» (una versión de Bruce Springsteen) y «You're my number one» (grabada con diferentes artistas: la rusa Alsou, los brasileños Sandy & Junior y Valen Hsu de Taipéi). Con este disco Iglesias logró una mayor popularidad a nivel mundial.
En el año 2000 actuó en el medio tiempo de la Super Bowl junto a Christina Aguilera, Phil Collins o Toni Braxton.
En su asistencia al XLII Festival Internacional de la Canción de Viña del Mar, recibió la Gaviota de Plata, que lanzó al público de platea en señal de gratitud. El premio le pegó a una de sus admiradoras, la que tuvo que recibir asistencia médica.

### 2001-2002:Escape
El 30 de octubre de 2001 consolidó su éxito internacional con el lanzamiento de su álbum Escape. Las ventas de este disco fueron cuantiosas en todo el mundo. El primer sencillo «Hero» («Héroe» en su versión española) fue un éxito en Reino Unido y en muchos otros países europeos. El tema fue interpretado por el cantante el 22 de octubre de 2001 en el homenaje a las víctimas de los atentados del 11 de septiembre en Nueva York. Junto a la actriz Penélope Cruz fue el único español en el acto.
De este álbum, coescrito en su totalidad por Iglesias, se desprendieron otros singles de éxito en Norteamérica como «Escape» y «Don't turn off the lights». El cuarto sencillo «Love to see you cry» se grabó en inglés y francés siendo la primera vez que Iglesias cantaba en ese idioma.
Más adelante se presentó una reedición en la que se incluyó «To love a Woman» (canción a dúo con el estadounidense Lionel Richie) y el tema en solitario «Maybe».
Iglesias comprobó la buena acogida internacional de este álbum gracias a la gira One Night Stand World Tour. El tour consistió de 50 espectáculos en 16 países. Destacan sus primeras actuaciones en el Radio City Music Hall de Nueva York (Estados Unidos) o tres noches consecutivas en el Royal Albert Hall de Londres (Reino Unido). La primera parte de la gira finalizó en el Estadio Nacional Lia Manoliu en Bucarest (Rumania).
La segunda etapa de la gira se llamó Don't Turn off the lights Tour y terminó en el verano de 2002. Incluyó dos conciertos en el Madison Square Garden de Nueva York y otros dos en el Auditorio Nacional de México. La gira finalizó en el Coliseo Roberto Clemente en San Juan (Puerto Rico).

## Regreso al mercado hispano

### 2002-2003:Quizás
El 17 de septiembre de 2002, Iglesias volvió al mercado latino al lanzar su cuarto álbum en español y el sexto de su carrera: Quizás. Fue su primer álbum en español desde el lanzamiento de Cosas del amor en 1998. El primer sencillo «Mentiroso» tuvo buena acogida en todos los países de habla hispana. También la tuvo la canción «Quizás»", en la que Iglesias habla de la relación que ha mantenido con su famoso padre. El tercer sencillo fue «Para qué la vida». Esta canción fue reproducida durante su promoción un millón de veces en la radio en Estados Unidos (un logro por tratarse de un tema en español).
Los tres singles llegaron a lo más alto de la lista del Billboard Hot Latin Tracks.
El videoclip de la canción «Quizás» fue el primer video musical en español que se añadió a la selección del programa de MTV Total Request Live. Con esta canción, Enrique Iglesias se convirtió en el primer artista que cantó en español en el famoso programa The Tonight Show del presentador Jay Leno.
Con este álbum ganó el Grammy Latino como mejor álbum pop masculino en 2003.

## Vuelta al mercado anglosajón

### 2003-2006:7

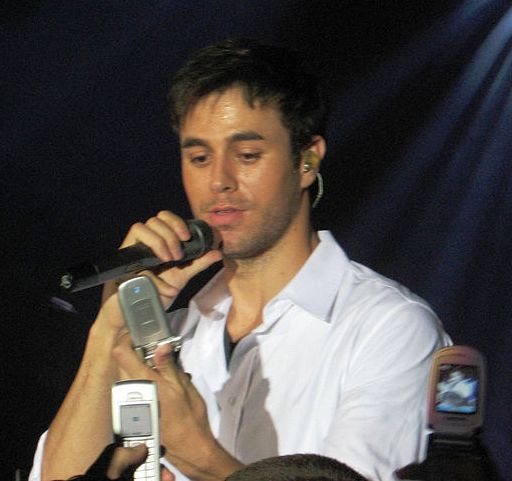
Enrique Iglesias, concierto privado en Tel Aviv, Israel, 2006.

El 25 de noviembre de 2003 Enrique presentó su tercer álbum en inglés. 7 fue el séptimo álbum de su carrera y su vuelta al mercado anglosajón. El disco estaba también coescrito por él en su totalidad. El álbum tuvo como inspiración los sonidos rock de la década de 1980 y tuvo un recibimiento más frío en ventas.
El sencillo «Addicted» y la canción «Not in Love» (a dúo con la cantante Kelis) fueron los dos éxitos promocionales del álbum. La gira mundial Seven World Tour -que realizó en ese momento- es una de las más prolongadas que ha llevado el cantante a lo largo de su carrera. Iglesias la inició con doce presentaciones en Estados Unidos. Actuó por escenarios de todo el mundo en países como Australia, India, Egipto o Singapur. Terminó la gira en África del Sur en 2004.
Al finalizar el tour, el cantante tomó la decisión de alejarse de los escenarios. Dedicó más tiempo a otros proyectos personales. Sin embargo continuó en los estudios de grabación componiendo y produciendo para él y para otros cantantes. Participó además en importantes campañas publicitarias. Entre estas destacan las que realizó para Pepsi, Tommy Hilfiger, Viceroy o Doritos. En varias ocasiones, Enrique volvió a pisar los escenarios para ofrecer conciertos privados.

### 2007-2010:Insomniac
Tras cuatro años de silencio discográfico, el 12 de junio de 2007 lanzó al mercado su cuarto álbum en inglés y el octavo de su carrera, Insomniac. El álbum recibió ese nombre debido a que fue grabado principalmente durante las noches. Además, Enrique ha declarado en varias ocasiones que sufre de insomnio. En Insomniac se escuchó un estilo pop más contemporáneo que en sus anteriores álbumes así como un acercamiento al r&b. El disco debutó en el Top 20 del Billboard 200 de Estados Unidos.
Su primer sencillo fue el éxito «Do you Know?», que alcanzó el primer puesto en las listas del Billboard Hot Latin Tracks. En dicha posición permaneció un total de 11 semanas consecutivas.
El segundo sencillo «Tired of Being Sorry» (cover de la banda californiana Ringside) fue presentado para Europa. Scott Thomas (líder y vocalista de Ringside) produjo a Iglesias esta nueva versión tanto en inglés como en español. El segundo sencillo para el mercado americano fue la balada «Somebody's me». La canción sirvió de tema de entrada de la serie de la CBS ganadora del Emmy The Young and the Restless.
Al año siguiente lanzó «Push», una canción hip-hop que hizo con la colaboración del rapero estadounidense Lil Wayne. En 2008 la canción fue utilizada como banda sonora de la película Step Up 2: The Streets. El tema se grabó en tres versiones diferentes: la original con Lil Wayne, otra el rapero estadounidense Prophet y otra más como solista.
Ese mismo año el cantante grabó junto a la francesa Nâdiya una nueva versión de la canción «Tired of Being Sorry» titulada «Laisse le destin l'emporter» (alternando en inglés y francés). Esta canción ocupó el primer lugar en Francia durante 13 semanas.
La gira Insomniac World Tour inició en Johannesburgo (Sudáfrica) en octubre de 2007. Fue en el mismo lugar en el que cuatro años atrás había terminado su última gira mundial. En su primera visita a la escena británica se presentó en Mánchester, Wembley, Birmingham y Cardiff en el Reino Unido. La gira de conciertos pasó por Rusia, Países Bajos, Lituania, Portugal, Bélgica, Estonia, Ucrania, Turquía o Irlanda, entre otros.
El concierto que ofreció en el Odyssey Arena de Belfast (Irlanda) fue retransmitido en vivo por Internet MSN a nivel mundial y fue emitido en el Reino Unido, en Europa y los Estados Unidos por MTV. La primera etapa de la gira finalizó en el Teatro Nokia en Los Ángeles, California (Estados Unidos) en diciembre de 2007.

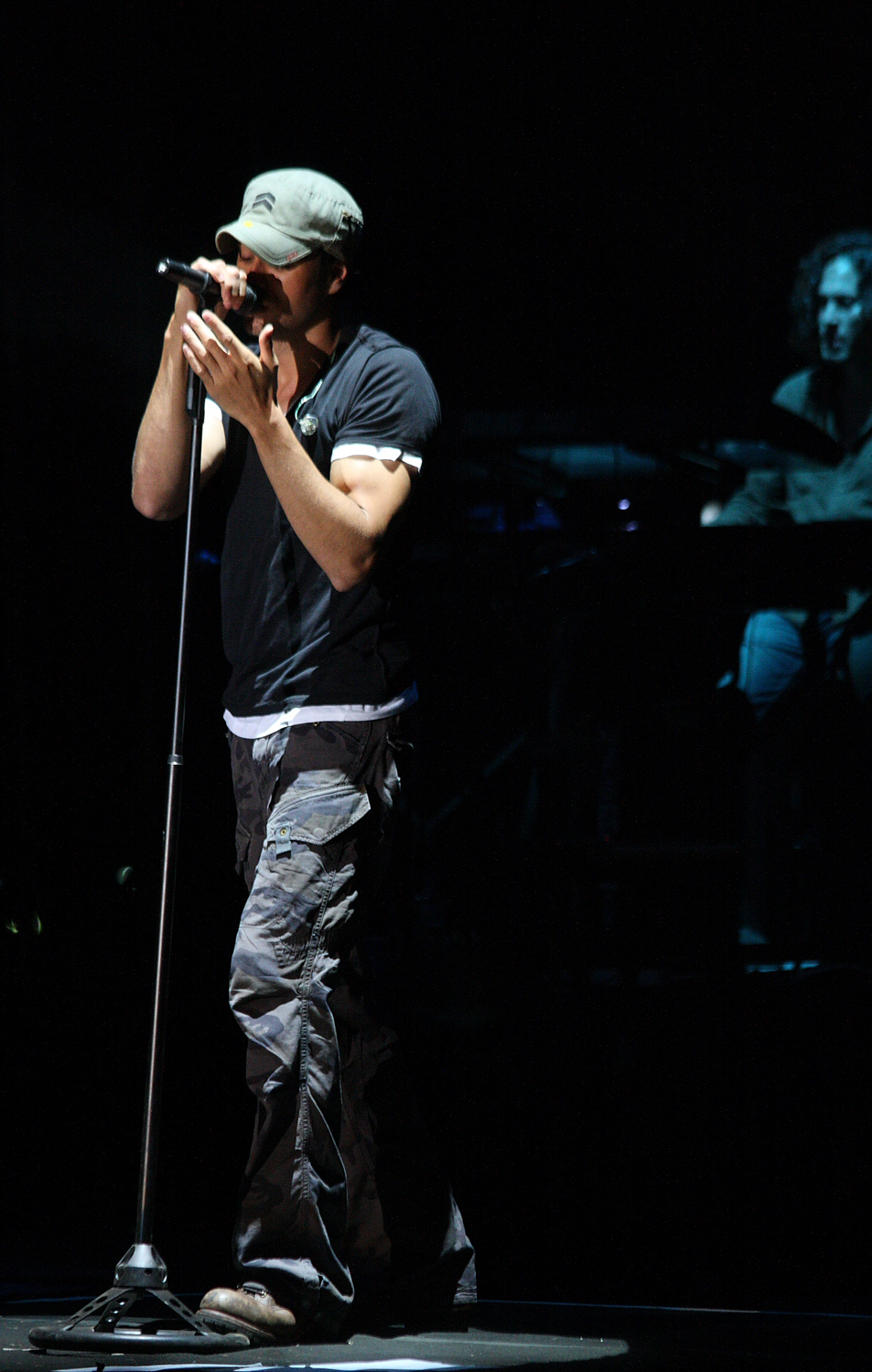
Enrique Iglesias en concierto, junio de 2008.

A principios de 2008 una segunda etapa de la gira le llevó por toda América Latina desde México hasta Argentina. Finalizó el tour habiéndose presentado también en muchas ciudades de los Estados Unidos. Con esta gira Enrique visitó alrededor de 50 países.
En junio de 2008 salió una nueva edición de Insomniac. En ella se incluyeron los éxitos «Laisse le destin l'emporter» y «Can You Hear Me». Esta última se utilizó como canción oficial para el torneo de la UEFA Eurocopa 2008, en la que España se proclamó vencedora tras la actuación del cantante en la final en Viena (Austria).
En enero de 2010, Iglesias donó la canción «It Must Be Love» para recaudar fondos para las víctimas del terremoto de Haití de 2010. La canción fue lanzada por Música para el Socorro (organización de caridad fundada por Linkin Park).
El 1 de febrero de 2010 Enrique grabó una versión del clásico «We are the world» con artistas internacionales como Adam Levine, Celine Dion, Barbra Streisand, Janet Jackson, Miley Cyrus, Fergie, Toni Braxton, Usher, Wyclef Jean, Jennifer Hudson, Justin Bieber, Josh Groban, Lil Wayne, Pink, Jamie Foxx o Kanye West, entre otros. La canción y el vídeo se estrenó el 12 de febrero en la inauguración de los Juegos Olímpicos de Invierno. Los beneficios de producción de la canción fueron destinados a ayudar a las víctimas del terremoto en Haití.

### 2010-2012:Euphoria
El 6 de julio de 2010 Enrique presentó el álbum debut bilingüe Euphoria. El álbum fue mitad en inglés y mitad en español. El cantante escribió o coescribió la mayoría de los temas. Euphoria incluye colaboraciones de otros artistas en dúos: Juan Luis Guerra, Pitbull, Wisin y Yandel, Usher, Nicole Scherzinger y Akon.
«Cuando me enamoro» (a dúo con Juan Luis Guerra) fue el primer sencillo en español mientras que «I like It» (con Pitbull) fue el primer sencillo en inglés. Ambos sencillos se han convertido en dos de los mayores éxitos comerciales en la carrera de Iglesias y han obtenido varios número uno y primeras posiciones en muchos países.
La canción pop «Heartbeat» (junto a Nicole Scherzinger) y el tema electrolatino «No me digas que no» (junto a Wisin y Yandel) también tuvieron éxito en las listas.
«Tonight (I'm lovin' you)» fue el quinto sencillo en general y primero en la edición limitada francesa. Fue lanzado tras la salida del disco al mercado con la colaboración de Ludacris y DJ Frank E. El tema siguió la estela de éxito de «I like it» siendo un éxito en emisoras y pistas de baile de alrededor del mundo.
Euphoria (producido con RedOne, Mark Taylor y Carlos Paucar) fue un éxito comercial en todo el mundo. El álbum vendió más de cuatro millones de copias y 18 millones de sencillos alrededor del mundo. El disco fue además número uno de ventas en España, México y otros países. Fue certificado doble disco de platino en Estados Unidos, Platino en México y Colombia además de disco de oro en Canadá, Australia, Reino Unido, Francia, Rusia y Polonia.
En 2011 presentó otros sencillos como «Ayer» o «I like how it feels» (con Pitbull). También realizó una extensa gira mundial que continuó a lo largo de 2012. Con su gira Euphoria World Tour visitó en conciertos de grandes aforos países como Estados Unidos, Reino Unido, España, México, Irlanda, Canadá, Francia, Bélgica, Panamá, Venezuela, Israel o Países Bajos, entre otros. El cantante consiguió aforo completo en 109 ciudades de los cinco continentes vendiendo más de 1,4 millones de entradas. Euphoria World Tour fue durante dos años la gira número uno de la lista de tours del Billboard.
En 2012 Enrique realizó una gira de verano junto a la cantante Jennifer López por los Estados Unidos.
A finales de 2012 presentó «Finally found you» (junto a Sammy Adams). La canción lo situó de nuevo en los primeros puestos de las listas de ventas y radios de Estados Unidos y Europa.

### 2013-2015:Sex and Love
El 18 de marzo de 2014 lanzó al mercado el álbum Sex and Love de la mano de Universal Music y Republic Records. Para la ocasión Mark Taylor, Carlos Paucar, The Cataracs, Rome Ramirez y Marty James fueron sus productores. En este disco se incluyen dúos junto a Jennifer López, Juan Magán, Kylie Minogue, Flo Rida, Descemer Bueno, Pitbull o Wisin and Yandel, entre otros.
Sex and Love es triple disco de platino en México, doble Platino en Estados Unidos, Disco de Platino en España, Italia, Argentina, India, Colombia, Venezuela o Centroamérica y disco de oro en Austria, Portugal, Brasil, Chile, Perú y Ecuador.
Tras presentar «I like how it feels» y «Finally found you» como sencillos digitales, el cantante lanzó otra carta de presentación de este nuevo proyecto: el tema «Turn the night up». Tiempo después el cantante presentó «Loco», a dúo con Romeo Santos. Con este tema de bachata volvió al número uno en la lista de éxitos del Billboard latino y obtuvo el primer puesto en diversos países como España. «Loco» es también presentada a dúo con la española India Martínez. Otros singles de Sex and Love son «I'm a Freak» (con Pitbull), el tema «Heart attack» y la canción «El perdedor» junto a Marco Antonio Solis. Esta última salió a la venta en versión pop y en versión bachata.
El cantante lanzó además «Bailando», un tema pop tropical con sabor urbano a dúo con Descemer Bueno y Gente de Zona. También se presentó una versión en inglés junto a Sean Paul, una brasileña con Luan Santana y otra portuguesa con Mickael Carreira. El tema obtiene el primer puesto del Billboard latino y alcanzó el número 1 en 23 países. Además fue el tema principal de la telenovela estadounidense Reina de corazones. En España fue número uno en radios, descargas de canciones y streaming por más de 20 semanas. En este país la canción obtuvo siete platinos por más de 50 millones de escuchas en portales como Spotify o Deezer. En República Dominicana sumó 38 semanas en el número uno de lista oficial de ventas elaborada por Monitor Latino. A nivel mundial, el videoclip de la canción fue el segundo más visto del año en la plataforma YouTube.
En 2014 llevó a cabo la primera parte de su gira mundial de conciertos por Estados Unidos, México, Canadá o Argentina entre otros y en otoño de ese año inicia el tour europeo en el que visita España, Reino Unido, Francia, Países Bajos, Finlandia, Irlanda o Rusia.
Durante el mismo año obtuvo en Barcelona dos premios de la mano de Max Hole, presidente de Universal Music International. El primero acredita los mil millones de reproducciones en línea de la canción y el videoclip de «Bailando» en todo el mundo a través de YouTube, VEVO o Spotify mientras que el segundo certifica los 37 países en que fue número uno en ventas gracias al álbum y a todos los sencillos de Sex and Love.
En 2015 presentó los sencillos «Noche y de día» (con Yandel y Juan Magán) y «Let me be your lover» (junto a Pitbull y junto a Anthony Touma en la versión francesa). El cantante continuó con su gira mundial y presentó también la canción «El perdón» (junto a Nicky Jam). Ese mismo año ficha por el sello Sony Music.

### 2016-2019: Lanzamiento de sencillos
En 2016 recibe dos certificados de Guinness World Records en México. Uno por ser el artista con más canciones número uno en ese país (26 en total) y otro por las 41 semanas que estuvo su tema «Bailando» en la primera posición. En la primavera del mismo año lanza el sencillo «Duele el corazón» a dúo con Wisin. La canción es número 1 del Billboard Latino y alcanza la primera posición en tiendas digitales de más de 16 países. Termina el 2016 finalizando la gira Sex and Love Tour (tras tres años y 155 conciertos por todo el mundo).
En 2017 presenta el sencillo «Súbeme la radio» junto a Descemer Bueno y Zion & Lennox. Ese mismo año realiza una gira junto a Pitbull. En 2018 lanzó el tema «El baño» con la colaboración de Bad Bunny. En primavera presentó «Move to Miami» en colaboración de Pitbull y posteriormente estrena «Nos fuimos lejos» junto a Descemer Bueno y El Micha.
En 2019 presenta una colaboración con la canción «Después que te perdi» y continuó ofreciendo conciertos.

### 2020-2021:Final Vol.1y gira junto a Ricky Martin
En 2020 recibe el premio Billboard Latino al artista latino más grande de la historia.
En 2021 inicia una gira junto a Ricky Martin con Sebastián Yatra como artista invitado. En la presentación de la gira, el cantante reveló que su último álbum sería lanzado en dos volúmenes, bajo el título de Final. Añadió que nunca dejaría de escribir canciones pero que lo haría de un modo distinto, no necesariamente recopiladas en un disco.
También en el año 2021 es nominado al premio Latin Touring Artist of the Decade.
En septiembre del mismo año presenta su álbum Final Vol.1 precedido del sencillo «Pendejo».

## Recopilatorios

### Remixes,Bailamos Greatest Hits,The Best Hitsy15 Kilates Musical
Fonovisa (la anterior discográfica del cantante) lanzó varios recopilatorios una vez ya había firmado con la discográfica Interscope. Por ello, estos no se consideran oficiales por muchos seguidores, pues no contribuyeron a las ventas oficiales del cantante. Los títulos de los mismos fueron: Remixes, Bailamos Greatest Hits, The Best Hits y 15 Kilates musical.

### Enrique Iglesias: 95/08 Éxitos

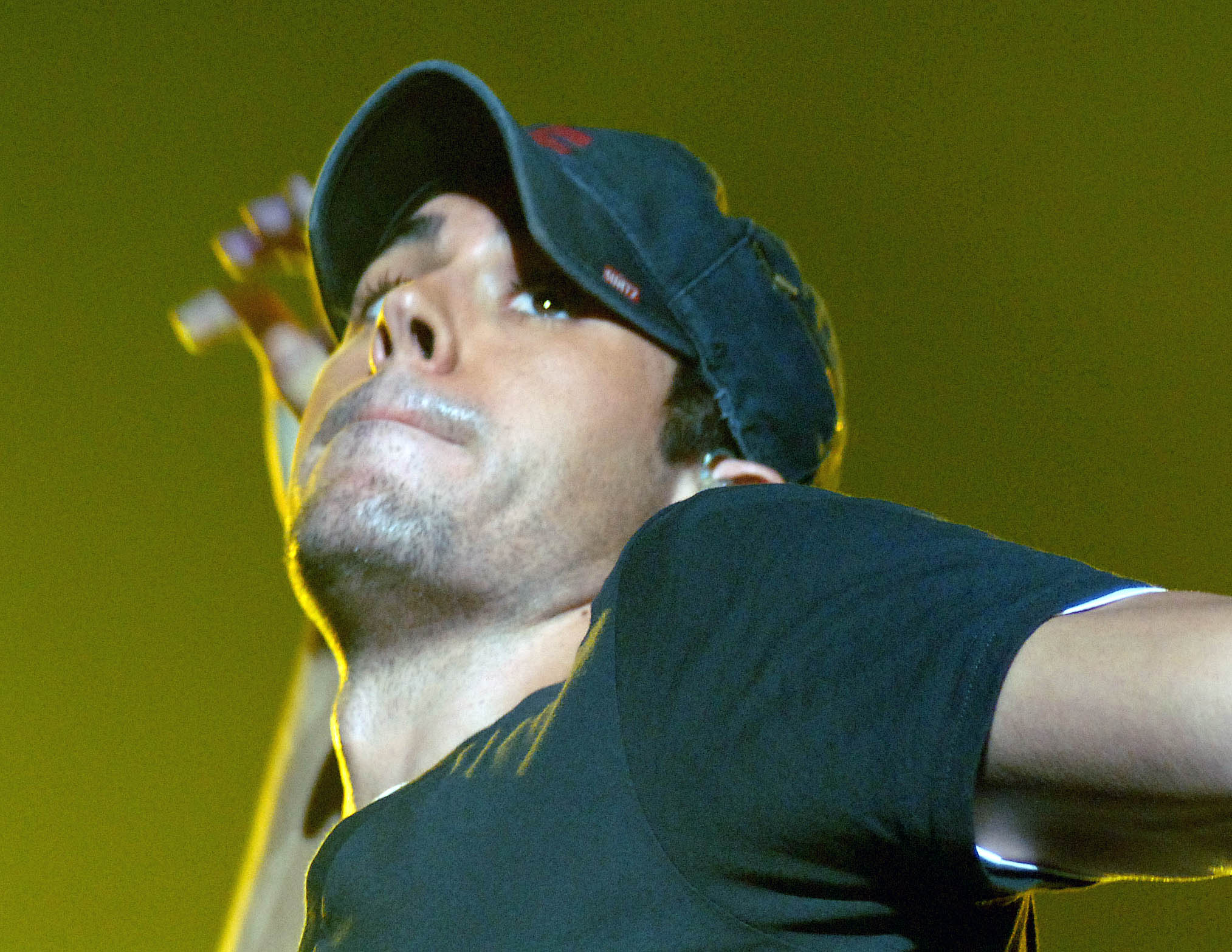
Enrique Iglesias, Vilnius, Lituania.

El 25 de marzo de 2008 Iglesias lanzó al mercado su primer álbum recopilatorio oficial con sus éxitos en español: Enrique Iglesias: 95/08 éxitos. Incluye diecisiete canciones que llegaron al número uno de la lista Billboard Hot Latin Tracks, además de dos nuevas canciones inéditas.
El primer sencillo inédito de este disco fue «¿Dónde están corazón?» (una canción que compuso junto con el cantante y compositor argentino Coti). El 21 de enero de ese mismo año la canción se convirtió en el sencillo 18 de Enrique Iglesias, en llegar al primer puesto del Billboard Hot Latin Tracks.
El segundo sencillo inédito «Lloro por ti» fue lanzado oficialmente el 2 de junio de 2008, alcanzó el número uno en octubre de 2008 y se convirtió en el sencillo 19 en llegar al primer lugar del Billboard Hot Latin Tracks.
El disco debutó en su primera semana en el primer lugar de ventas de la lista del Billboard Latino y en el 18 de la norteamericana Billboard 200 (un lugar alto para un álbum completamente en español). Fue su segundo disco en español en debutar en el Top 20 del Billboard 200 (Quizás debutó en el 12 en 2002). El álbum fue certificado Doble Platino en los Estados Unidos y en países de América Latina.

### Greatest Hits
El 11 de noviembre de 2008 se publicó Greatest Hits. Tuvo buena acogida de ventas en las listas del Reino Unido. Este álbum incluye tres temas inéditos: «Away» (a dúo con Sean Garrett), «Takin' back my love» (a dúo con Ciara) y «Miss you» (a dúo con Nâdiya).
Iglesias grabó el tema «Takin back my love» en tres diferentes versiones: en su versión original con Ciara para el mercado mundial, con la cantante alemana Sarah Connor para su comercialización en Europa y con la cantante gala Tyssem para el público francés.
Iglesias inició la gira Live el 25 de marzo de 2009 en México y con ella recibió grandes éxitos de público en muchos países de Europa y Asia.
Enrique fue ganador de dos World Music Awards en las categorías de artista latino más vendedor del mundo y artista español más vendedor del mundo en la ceremonia celebrada en Mónaco el 9 de noviembre de 2008.

### Greatest Hits Vol. 2
El 4 de octubre de 2019 publicó su segundo disco de grandes éxitos. En esta ocasión combinó los temas en inglés con los temas en español.

### 2025
- Con motivo de los 30 años de su carrera musical sacará al mercado un recopilatorio de todos sus grandes éxitos compuesto por dos CDs de música un DVD y un pequeño libro. De esto habrá cuatro versiones:
  - En idioma español
  - En idioma inglés
  - En idioma portugués
  - En idioma italiano
    - (Para el mercado de países pertenecientes a América, Unión Europea y Mancomunidad de Naciones; principalmente)

## Compositor, productor y otros trabajos
Enrique ha compuesto y cocompuesto la mayoría de sus canciones a lo largo de su carrera. Desde los 15 años escribe canciones. En una entrevista el cantante declaró que la primera canción que escribió fue Por amarte.
En 2000 debutó como coproductor en la comedia musical de Broadway 4Guys Named José... And Una Mujer Named Maria. La obra contenía múltiples alusiones a muchos clásicos de la música latina y pop de artistas hispanos. Esta obra llegó a múltiples representaciones y se convirtió en la obra musical bilingüe que se mantuvo más tiempo en cartelera en el teatro comercial de Nueva York.
En 2004 compuso con la colaboración de Guy Chambers la canción italiana «Un Nuovo Giorno» para el tenor Andrea Bocelli. Apareció como sencillo en el primer álbum pop de Andrea Bocelli de su disco Andrea. Ese mismo año coescribió y produjo la canción «The Way» para el cantante estadounidense Clay Aiken (surgido de American Idol). La canción se lanzó como CD sencillo y también se incluyó en el álbum debut de Clay Aiken llamado Measure of a man, alcanzando una certificación de disco multiplatino en 2004.
En 2005 Enrique tradujo al inglés y produjo una canción para la cantante británica Mel C de las Spice Girls. El sencillo «First day of my life» se convirtió en el mayor éxito en la carrera de Mel C como solista. La canción fue número uno en muchos países de Europa.
En 2006 compuso y produjo cuatro temas que se incluyeron en el disco Staying Power de la legendaria banda británica de rock The Hollies, de los cuales tres eran versiones con canciones que Iglesias había incluido anteriormente en su álbum 7 de 2003 («Break me shake me», «The way you touch me» y «Live it up tonight») así como una canción inédita.
Entre sus otros trabajos destaca el de actor ocasional. El cantante mostró interés por la actuación al intervenir con un pequeño papel en 2003 en la película de Robert Rodriguez El mexicano (Once upon a time in Mexico) junto a Antonio Banderas, Johnny Depp y Salma Hayek. En ella interpretó al pistolero Lorenzo. Años después, en 2007, aparece como artista invitado en un episodio de la serie Dos hombres y medio interpretando a un carpintero. Más tarde, volvió a aparecer en la serie Como conocí a vuestra madre en la que interpretó en un episodio a un argentino surfista y guitarrista llamado Gael. Finalmente fue caracterizado como él mismo ofreciendo un concierto en un episodio de la telenovela Atrévete a soñar.
Por lo que respecta a contratos publicitarios, el cantante participó junto a Britney Spears, Pink y Beyoncé en un anuncio millonario para Pepsi. En él interpretó a un emperador romano. También ha sido imagen de Tommy Hilfiger, Doritos, Viceroy watches y Azzaro Paris protagonizando sus anuncios.
Sus canciones han sido los temas centrales de diversas telenovelas y series de televisión como: Reina de Corazones, Lo que la vida me robó, Cuando me enamoro, Nunca te olvidaré, El país de las mujeres, Cosas del amor, y Marisol. En el cine, algunas de sus canciones han formado parte de las bandas sonoras de filmes como Wild wild west, Sólo los tontos se enamoran o Un chihuahua en Beverly Hills.
En otras áreas, el cantante ha presentado fragancias con su nombre. En 2015 se inicia como empresario invirtiendo en el restaurante madrileño Tatel junto a Rafael Nadal, Pau Gasol, Rudy Fernández y los empresarios Abel Matutes Jr. y Manuel Campos.

## Discografía
Álbumes de estudio
- 1995: Enrique Iglesias
- 1997: Vivir
- 1998: Cosas del amor
- 1999: Enrique
- 2001: Escape
- 2002: Quizás
- 2003: 7
- 2007: Insomniac
- 2010: Euphoria
- 2014: Sex and Love
- 2021: Final Vol.1
- 2024: Final Vol.2

## Videografía
- 1995: «Si tú te vas»
- 1996: «Experiencia religiosa»
- 1996: «Trapecista»
- 1997: «Enamorado por primera vez»
- 1997: «Solo en ti»
- 1998: «Esperanza»
- 1999: «Nunca te olvidaré»
- 1999: «Bailamos»
- 1999: «Rhythm Divine»
- 1999: «Ritmo total»
- 2000: «Be with you»
- 2000: «Solo me importas tú»
- 2000: «You're my number 1»
- 2000: «Could I have the kiss forever»
- 2000: «Sad Eyes»
- 2001: «Hero»
- 2001: «Héroe»
- 2002: «Escape»
- 2002: «Escapar»
- 2002: «Don't turn off the lights»
- 2002: «No apagues la luz»
- 2002: «Love to see you cry»
- 2002: «Maybe»
- 2002: «Mentiroso»
- 2002: «Quizás»
- 2003: «Para que la vida»
- 2003: «Addicted»
- 2003: «Adicto»
- 2004: «Not in love»
- 2004: «No es amor»
- 2007: «Do you know? The Ping Pong Song»
- 2007: «Dímelo»
- 2007: «Somebody's me»
- 2007: «Alguien soy yo»
- 2007: «Tired of being sorry»
- 2007: «Amigo vulnerable»
- 2008: «Push»
- 2008: «¿Dónde están corazón?»
- 2008: «Lloro por ti»
- 2008: «Can you hear me?»
- 2008: «Away»
- 2009: «Takin' back my love»
- 2010: «Cuando me enamoro»
- 2010: «I like it»
- 2010: «Heartbeat»
- 2010: «No me digas que no»
- 2011: «Tonight I'm loving you»
- 2011: «Dirty Dancer»
- 2011: «Ayer»
- 2011: «I like how it feels»
- 2012: «Finally found you»
- 2013: «Turn the night up»
- 2013: «Loco»
- 2013: «Heart attack»
- 2013: «El perdedor»
- 2014: «I'm freak»
- 2014: «Bailando»
- 2015: «Noche y de día»
- 2015: «El perdón»
- 2016: «Duele el corazón»
- 2017: «Súbeme la radio»
- 2018: «El baño»
- 2018: «Nos fuimos lejos»
- 2018: «Move to Miami»
- 2018: «I don't dance (Without you)»
- 2019: «Después que te perdí»
- 2021: «Me pasé»
- 2021: «Pendejo»
- 2021: «Chasing the sun»
- 2022: «Te fuiste»
- 2022: «Espacio en tu corazón»
- 2023: «Así es la vida»
- 2024: «Fría»
- 2024: «Space in my heart»

## Giras musicales
- 1995-1997: Enrique Iglesias Tour
- 1997: Vivir World Tour
- 1998-1999: Cosas Del Amor Tour
- 1999-2000: Enrique World Tour
- 2002: One Night Stand Tour
- 2003: Quizás te ame Tour
- 2004: Seven World Tour
- 2007-2008: Insomniac World Tour
- 2009: Greatest Hits Tour
- 2010-2012: Euphoria Tour
- 2012: Enrique Iglesias y Jennifer Lopez Tour
- 2013: Enrique Iglesias Tour
- 2014-2017: Sex and Love Tour
- 2017: Enrique Iglesias y Pitbull Live
- 2018-2019: All the Hits Live
- 2021: Enrique Iglesias y Ricky Martin Tour[79]
- 2023-2024: The Trilogy Tour (con Pitbull y Ricky Martin)

## Filmografía
| Año  | Título                         | Rol            | Notas                                                                                    |
| ---- | ------------------------------ | -------------- | ---------------------------------------------------------------------------------------- |
| 1997 | Fools Rush In                  | «Si tú te vas» | Banda sonora                                                                             |
| 1999 | Wild Wild West                 | «Bailamos»     | Banda Sonora Nominado – Blockbuster Entertainment Award por Canción Favorita de Película |
| 2000 | Teen Choice Awards             | Él mismo       | Conductor                                                                                |
| 2001 | I Love the New Millennium      | «Hero»         | Banda sonora                                                                             |
| 2001 | Smallville                     | «Hero»         | Banda sonora                                                                             |
| 2003 | Scrubs                         | «Hero»         | Banda sonora                                                                             |
| 2003 | Once Upon a Time in Mexico     | Lorenzo        | Debut en Hollywood                                                                       |
| 2004 | Pepsi Music: Britney Exclusive | Emperador      | Anuncio de televisión                                                                    |
| 2005 | Premios Juventud               | Él mismo       | Conductor                                                                                |
| 2006 | Zoom                           | «Hero»         | Banda sonora                                                                             |
| 2007 | America's Next Top Model       | Él mismo       | Invitado especial                                                                        |
| 2007 | Live with Regis and Kelly      | Él mismo       | Coanfitrión                                                                              |
| 2007 | Dancing with the Stars         | Él mismo       | Invitado musical                                                                         |
| 2007 | How I Met Your Mother          | Gael           | Serie de televisión; 2 episodios: "Wait for It" y "We're Not from Here"                  |
| 2007 | Two and a Half Men             | Fernando       | Estrella invitada                                                                        |
| 2008 | Step Up 2: The Streets         | «Push»         | Banda sonora                                                                             |
| 2008 | Rob & Big                      | «Do You Know?» | Banda sonora                                                                             |
| 2008 | Beverly Hills Chihuahua        | «Hero»         | Banda sonora                                                                             |
| 2008 | Lady Godiva                    | «Hero»         | Banda sonora                                                                             |
| 2010 | Hot Tub Time Machine           | «Hero»         | Banda sonora                                                                             |
| 2010 | Jersey Shore                   | «I Like It»    | Banda sonora                                                                             |
| 2010 | Cuando me enamoro              | Él mismo       | Estrella invitada                                                                        |
| 2011 | The X Factor (U.S.)            | Él mismo       | Juez invitado, junto con Nicole Scherzinger                                              |
| 2012 | Glee                           | «Hero»         |                                                                                          |
| 2013 | The Voice                      | «Bailando»     |                                                                                          |